# Săcămaș, Hunedoara

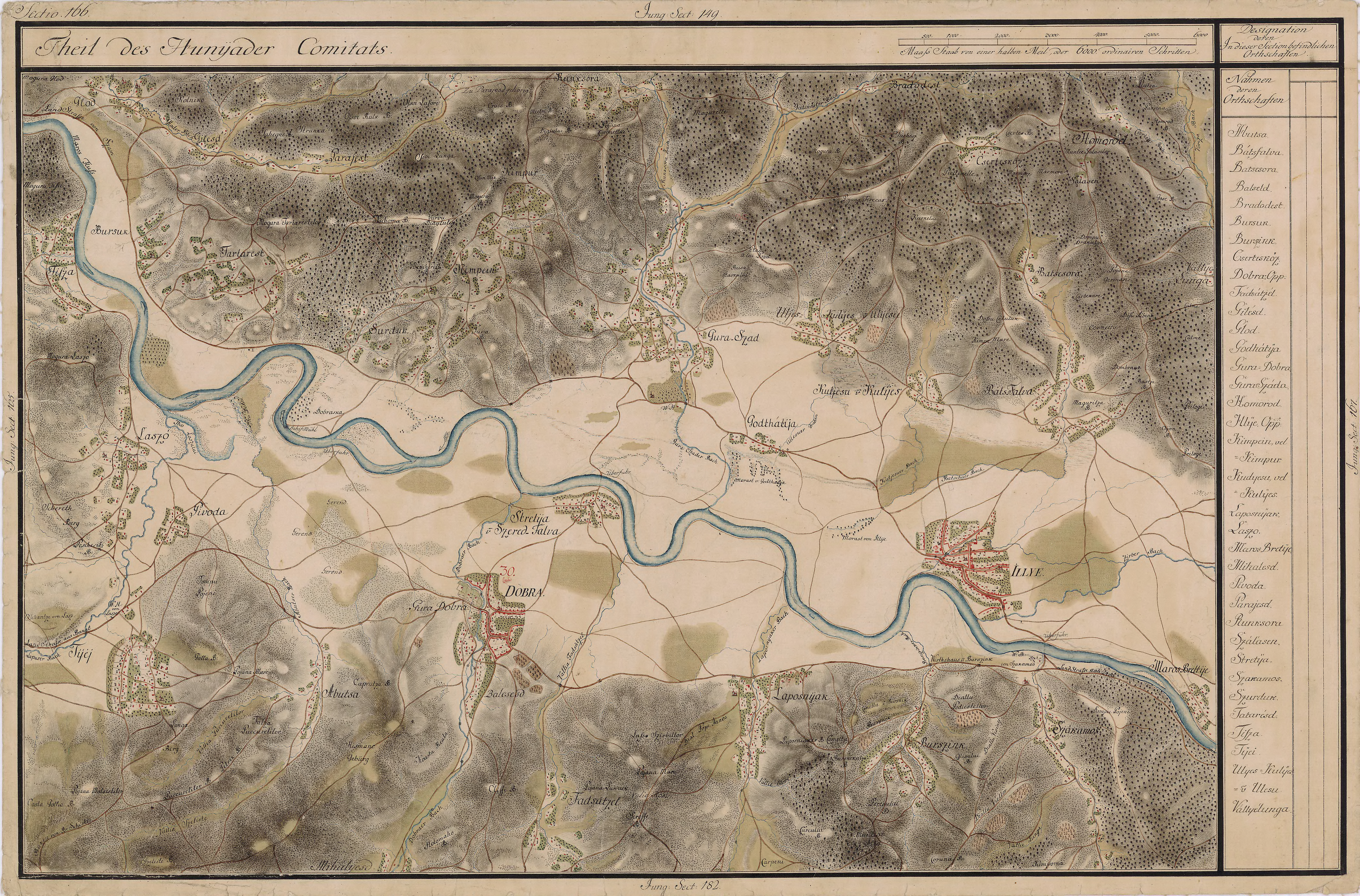
Săcămaș în Harta Iosefină a Transilvaniei, 1769-1773

Săcămaș este un sat în comuna Ilia din județul Hunedoara, Transilvania, România.

## Personalități
- Simion Moșuț (1875 - 1969), deputat în Marea Adunare Națională de la Alba Iulia, 1918